# Cambra dels mals endreços

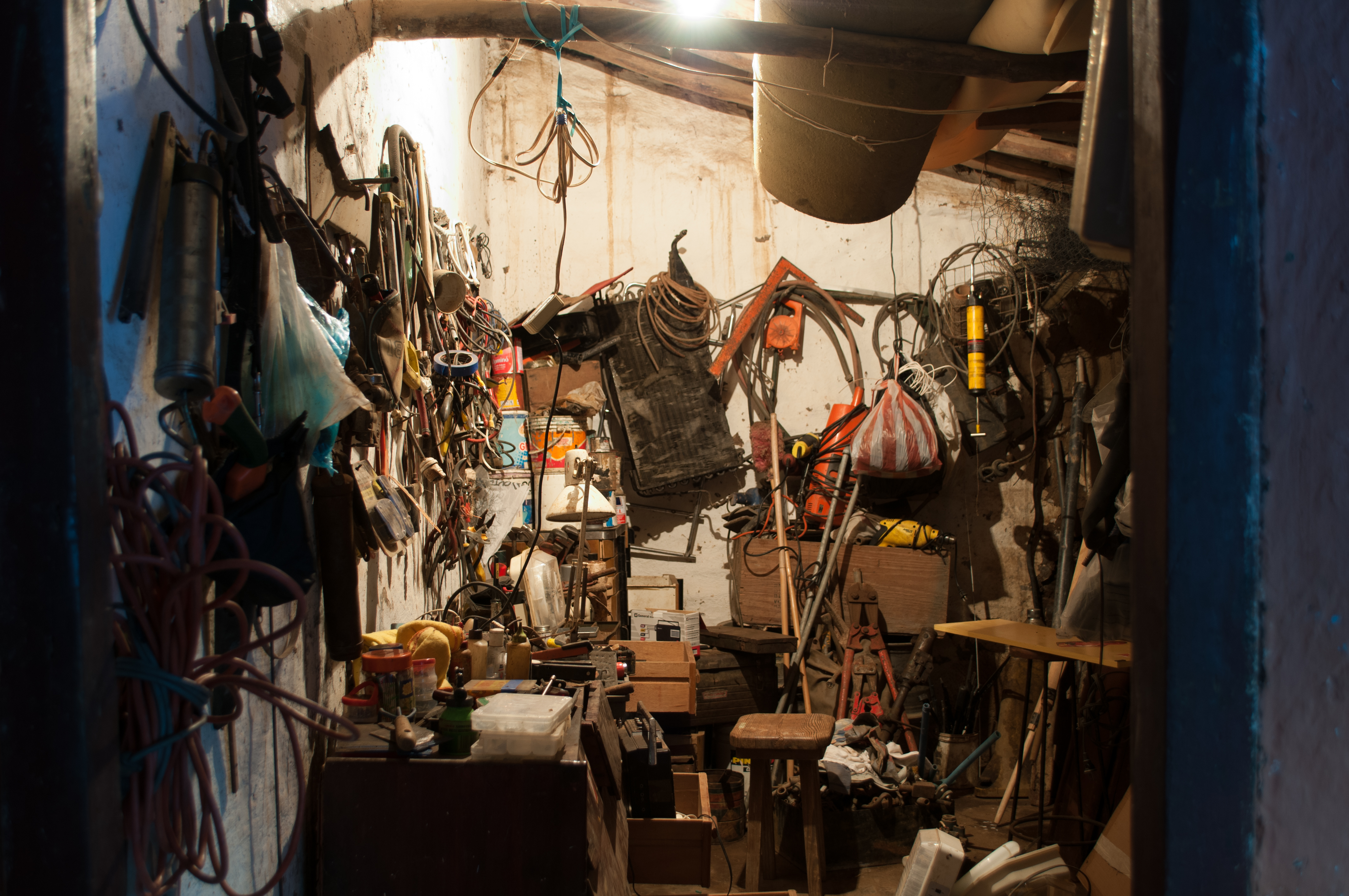
Exemple de cambra dels mals endreços

Una cambra dels mals endreços, cambra fosca o traster en una casa és un lloc destinat a guardar trasts i objectes de poc ús. ‘Cambra dels mals endreços' és una frase feta prou clara que diu ben inequívocament el que és. La paraula traster del seu costat prové del llatí transtrum, ‘biga, travesser, banc dels remers', que amb el temps va esdevenir trast, amb significat de moble vell. El sufix -er en va fer el lloc on aquests mals endreços aboquen.
Aquesta cambra és una mena de purgatori de les coses, on s'estan abans que continuïn llur peripècia a les mans d'un brocanter, als encants o si no hi ha cap remei, a una deixalleria. Rares vegades s'hi troba, sovint anys més tard, un tresor, un objecte que amb el temps ha recobrat valor o del qual el depositari ignorava la valor. És la feliç fortuna que anhelen els cercadors de tresors.
| «                            | El cap d’un escriptor és una cambra de mals endreços que conté totes les peces per ‘muntar’ una novel·la | » |
| — Tina Vallès, 2008, VilaWeb | |   |

| «              | El Besòs ha estat la cambra dels mals endreços de l'àrea metropolitana de Barcelona: una amalgama de ciutats dormitori, polígons industrials i equipaments incòmodes, marcada per la pobresa i la desigualtat. | » |
| — Carrer, 2022 | |   |

## En les arts
- Els mals endreços (Diari d'una dona de les barraques) (1963), diari de Carolina Maria de Jesus
- Mals endreços (1998), novel·la de Núria Pompeia